# Ołeh Mudrak
Ołeh Wasylowycz Mudrak (ur. 20 sierpnia 1987, zm. 21 lutego 2023) – ukraiński wojskowy, major Gwardii Narodowej Ukrainy, dowódca 1. batalionu pułku „Azow” między innymi w trakcie obrony Mariupola oraz zakładów Azowstal w 2022.

## Życiorys
Był uczestnikiem działań wojennych na Ukrainie od czasu wybuchu wojny w Donbasie w 2014. Pełnił funkcję dowódcy 1. batalionu pułku „Azow”. Po inwazji Rosji na Ukrainę w 2022 brał udział w obronie Mariupola, a następnie obronie kompleksu zakładów Azowstal. W maju 2022 dostał się do rosyjskiej niewoli. Więziony był wraz z innymi obrońcami Azowstalu w Ołeniwce na terenie obwodu donieckiego. 21 września 2022 odzyskał wolność w wyniku wymiany jeńców. Zmarł 21 lutego 2023.

## Odznaczenia
- Order Bohdana Chmielnickiego III stopnia (2022)[3],
- Medal „Obrońcy Ojczyzny” (2015)[4]